# Woman’s World (песня Кэти Перри)
«Woman’s World» (с англ. — «Мир женщин») — песня, записанная американской певицей и автором песен Кэти Перри для её седьмого студийного альбома 143. Песня была выпущена 11 июля 2024 года в качестве лид-сингла с альбома, вместе с видеоклипом, в котором снялась американская интернет-звезда Триша Пейтас. Авторами песни, помимо самой певицы, выступила Хлоя Анджелидес, а также её продюсеры — Лукаш Готтвальд (Dr. Luke), Вон Оливер, Аарон Джозеф и Рокко Уолд (Rocco Did It Again!). Песня имеет про-феминистический посыл и была вдохновлена подобными «мотивирующими» песнями в карьере Перри.
После релиза сингл был встречён в основном негативно как прессой, так и фанатами певицы. Было раскритиковано использование феминистической тематики, при том, что при создании песни Перри сотрудничала с обвинённым в изнасиловании продюсером Dr. Luke, за что певицу обвинили в лицемерии. Видеоклип на сингл также был подвержен критике за объективизацию женщин и отсутствие заявленного феминистического посыла.

## Предыстория и выпуск
Перри начала подогревать интерес к своему седьмому альбому во второй половине 2023 года, когда впервые заявила, что ведёт его запись. В июне 2024 певица заявила, что лид-сингл из альбома будет «одной из самых громких работ» в её карьере. 17 июня она раскрыла название, обложку, дату релиза, и открыла предзаказ сингла «Woman’s World», а также опубликовала отрывок песни. Премьера композиции вместе с видеоклипом состоялась 11 июля 2024 года.

## Отзывы и критика
После выпуска, «Woman’s World» получил в основном негативные отзывы. Алекса Кэмп в статье для издания Slant раскритиковала феминистический посыл «Woman’s World», назвав это «фальшивым, псевдодуховным заявлением», отметив участие в создании сингла обвинённого в изнасиловании продюсера Лукаша Готтвальда. Актриса Эбигейл Бреслин, ранее рассказавшая, что также является жертвой изнасилования, раскритиковала сотрудничество Перри и Готтвальда, заявив, что «это только усиливает представление о том, что мужчины могут совершать отвратительные поступки и это будет сходить это с рук». The Guardian назвали песню «устаревшей попыткой написать феминистский гимн о том, что женщины могут получить всё».
Видеоклип на сингл также подвергся критике за отсутствие в нём феминистических атрибутов. Позже, в ответ на критику певица назвала клип «сатирой» и заявила, что он полон «сарказма».

## Коммерческий успех
«Woman’s World» дебютировал на 63 строчке в американском чарте Billboard Hot 100 и на 65 в международном чарте Billboard Global 200. В Канаде сингл стартовал с 77 позиции. В Великобритании «Woman’s World» расположился на 47 строчке на своей первой неделе пребывания в национальном чарте.

## Список композиций
Винил и CD
1. «Woman’s World» — 2:43
2. «Woman’s World» (Инструментальная версия) — 2:43

Цифровая дистрибуция и стриминг (EP)
1. «Woman’s World» — 2:43
2. «Woman’s World» (BRB Woman version) — 2:43
3. «Woman’s World» (Doing the Most Woman version) — 3:51
4. «Woman’s World» (Transcendental Woman version) — 3:18
5. «Woman’s World» (Super Woman version) — 2:17
6. «Woman’s World» (Naked Woman version) — 2:43

## Чарты
| Чарт (2024)                           | Высшая позиция |
| ------------------------------------- | -------------- |
| Аргентина (Monitor Latino Airplay)    | 9              |
| Бельгия/Фландрия (Ultratop 50)        | 35             |
| Канада (Billboard Canadian Hot 100)   | 77             |
| Франция (SNEP)                        | 163            |
| Мир (Billboard Global 200)            | 65             |
| Ирландия (IRMA)                       | 65             |
| Израиль (Media Forest)                | 8              |
| Япония (Billboard Japan Hot Overseas) | 2              |
| Новая Зеландия (RMNZ Hot Singles)     | 6              |
| Польша (Polish Airplay Top 100)       | 60             |
| Южная Корея (Circle BGM)              | 187            |
| Великобритания (OCC UK Singles)       | 47             |
| США (Billboard Hot 100)               | 63             |
| США (Billboard Adult Contemporary)    | 30             |
| США (Billboard Adult Pop Airplay)     | 17             |
| США (Billboard Pop Airplay)           | 22             |

## История выпуска
| Регион | Дата         | Формат(ы)                     | Версия(и)                        | Лейбл   | Ист.   |
| ------ | ------------ | ----------------------------- | -------------------------------- | ------- | ------ |
| Мир    | 11 июля 2024 | Цифровая дистрибуция стриминг | Оригинал                         | Capitol | [ 34 ] |
| Мир    | 12 июля 2024 | 7" винил CD                   | Оригинал инструментальная версия | Capitol | [ 35 ] |
| Италия | 12 июля 2024 | Радиоротация                  | Оригинал                         | Capitol | [ 36 ] |
| США    | 12 июля 2024 | Contemporary hit radio        | Оригинал                         | Capitol | [ 37 ] |
| Мир    | 15 июля 2024 | Цифровая дистрибуция стриминг | EP                               | Capitol | [ 38 ] |